# Azerbajdzjans nationalhjälte

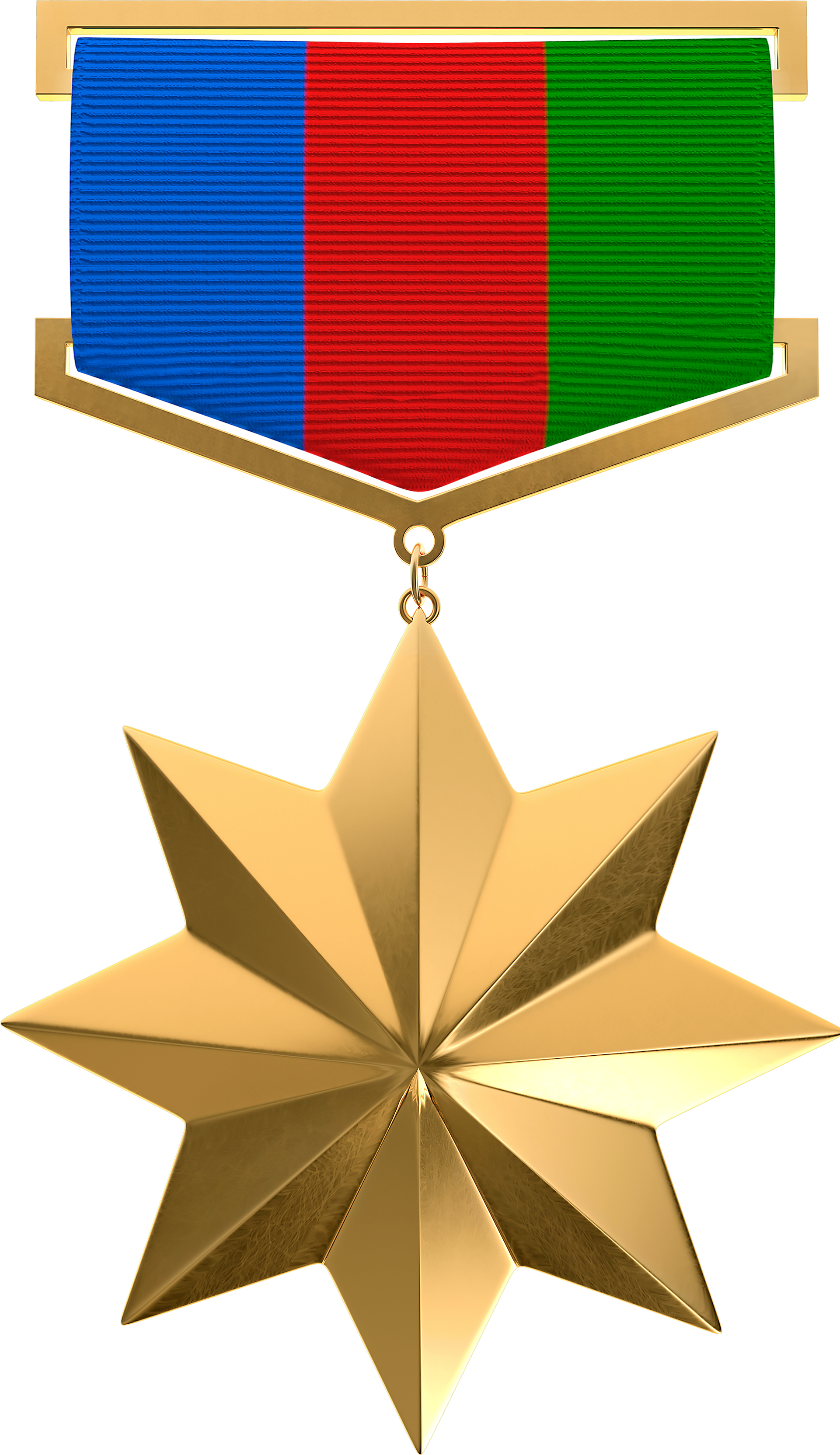
Guldstjärnan för Azerbajdzjans nationalhjälte.

Azerbajdzjans nationalhjälte (azerbajdzjanska: Azərbaycan milli qəhrəmanı) är den finaste azerbajdzjanska hedersutmärkelse som kan tilldelas en azerbajdzjansk medborgare. Den instiftades den 25 mars 1992 och ersatte då den tidigare titeln Sovjetunionens hjälte.

## Kriterium
Kriteriet för att få utmärkelsen är att en person ska ha genomfört heroiska insatser för staten och det azerbajdzjanska folket. Både civila och militära azerbajdzjanska medborgare kan tilldelas medaljen. Medaljen kan också erhållas postumt. Medaljen kan tilldelas samma person endast en gång.

## Insignier
Utmärkelsen består av en medalj med en åttauddig guldstjärna. Medaljen bärs i ett band i den azerbajdzjanska flaggans färger grönt, rött och blått, och bärs på vänster bröst. 